# Rijl al Awwa
Rijl al Awwa eller My Virginis (μ Virginis, förkortat My Vir, μ Vir) som är stjärnans Bayerbeteckning, är en stjärna belägen i östra delen av stjärnbilden Jungfrun. Den har en skenbar magnitud på +3,88 och är väl synlig för blotta ögat. Stjärnans position nära himmelsekvatorn innebär att den är synlig från de flesta platser på jorden. Baserat på parallaxmätning inom Hipparcosuppdraget på ca 55 mas, beräknas den befinna sig på ett avstånd av ca 60 ljusår (18 parsek) från solen.

## Nomenklatur
My Virginis var listad i Al Achsasi al  Mouakket-kalendern som rijl al-'awwa', arabiska رجل العوى, vilket betyder "inroparens fot (hund)".

## Egenskaper
Rijl al Awwa är en blå till vit stjärna i huvudserien av typ F och av spektralklass F2 V,  även om den visar tecken på att vara en mera utvecklad stjärna. En studie år 1990 av stjärnan gav den en klassificering som jättestjärna och beräknade dess storlek till 1,7 gånger solens massa och 2,1 gånger solens radie och 9,8 gånger solens ljusstyrka. Den utsänder från sin yttre atmosfär 7,5 gånger mer energi än solen vid en effektiv temperatur på 6  750 K. Stjärnans beräknade ålder är 1,5 miljarder år och den har en relativt hög projicerad rotationshastighet på 47,0 km/s.
Tidigare observationer av Rijl al Awwa tyder på indikationer på kortvarig variabilitet i kromosfären såväl som variationer av radialhastigheten. Den har en kandidat till följeslagare med en projicerad separation av 770 AE. Detta objekt har en storlek på magnitud 10,72 i J-bandet.